# Pieter Sjoerds Gerbrandy

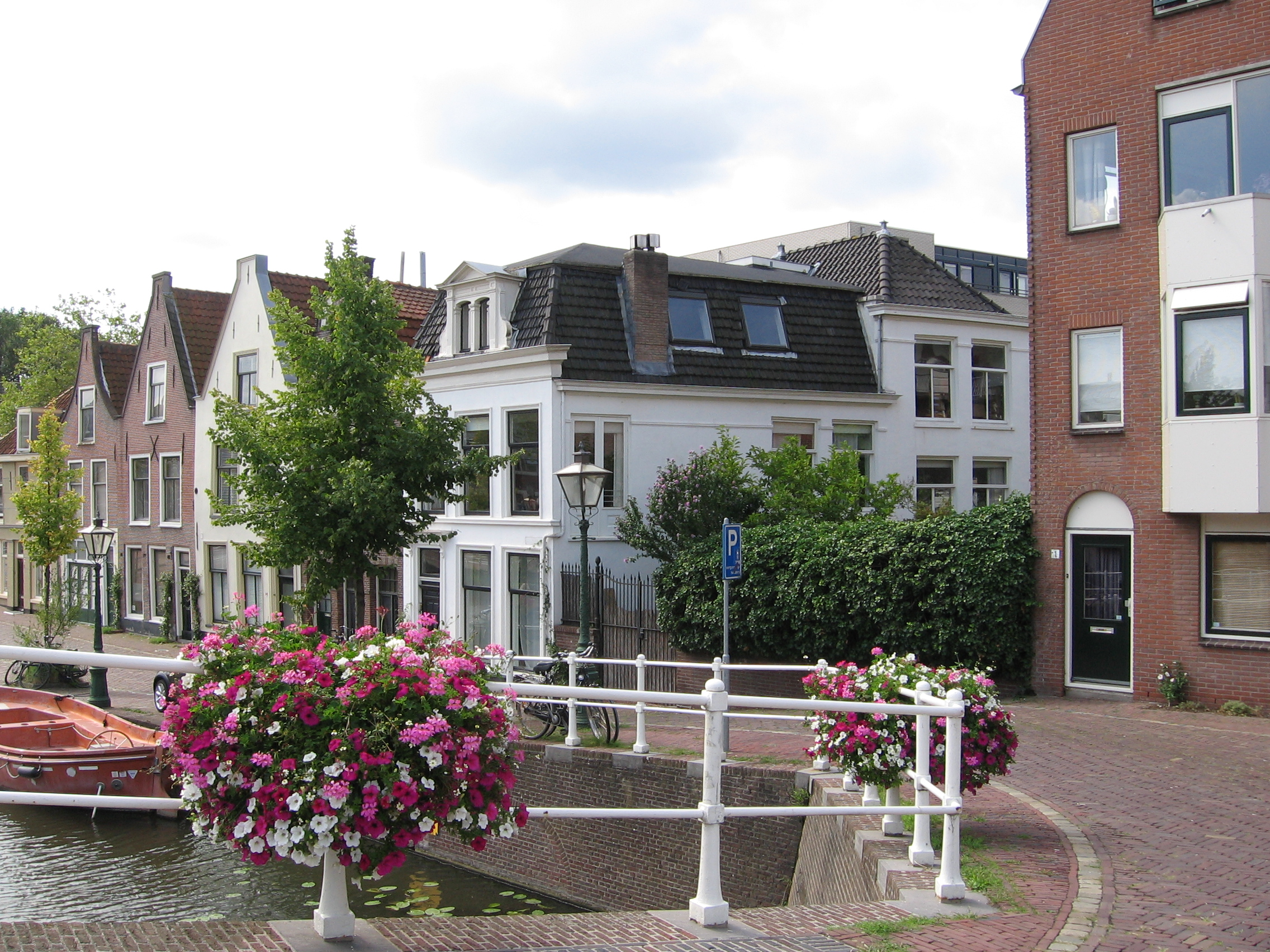
Gerbrandy woonde in Leiden in het witte hoekhuis, dat tevens het redactieadres was van zijn blad De Meiboom. Antirevolutionair Weekblad voor Leiden en Omstreken, 1911-1914, Nieuwe Mare 3. Foto 2019.

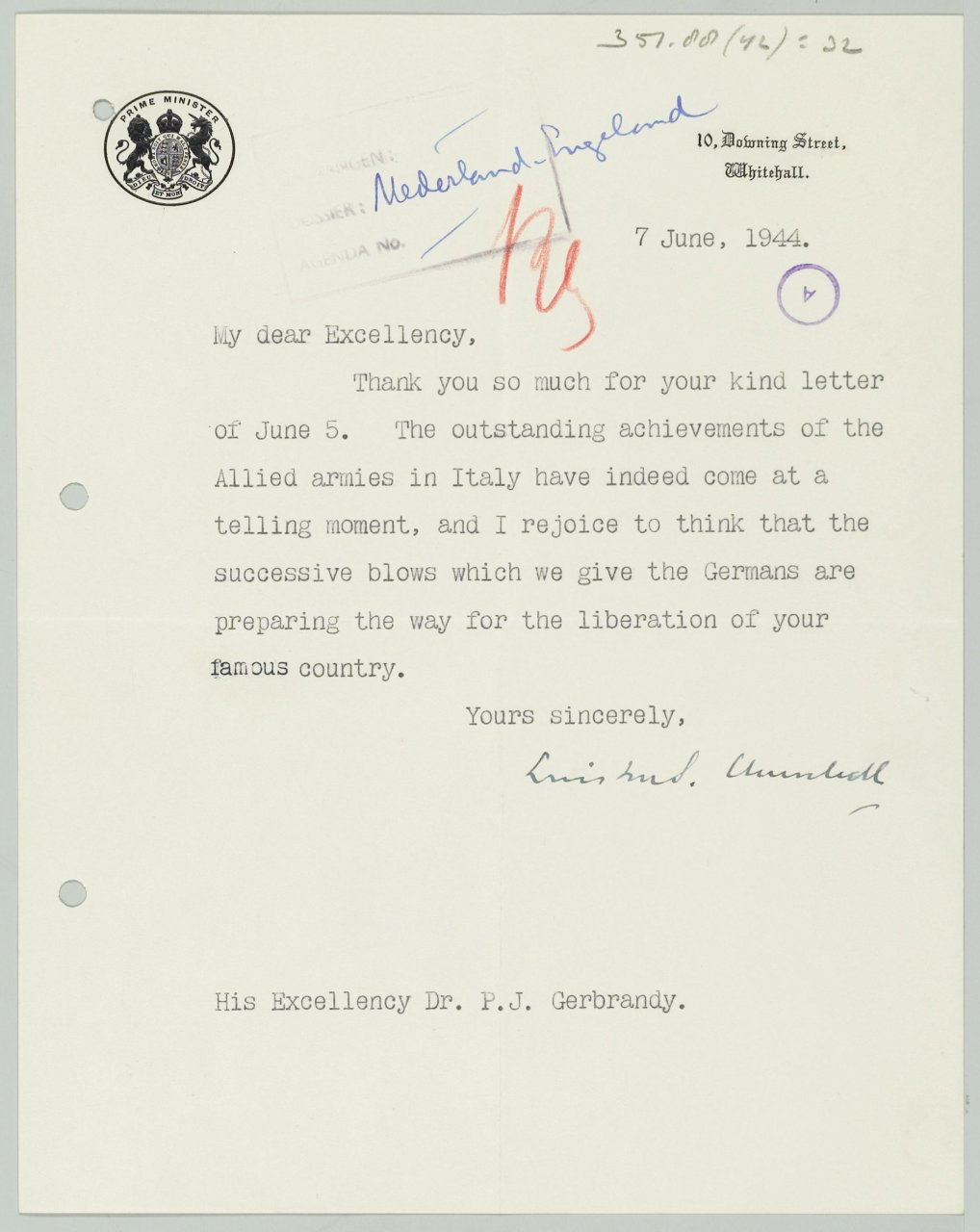
Brief van Churchill aan Gerbrandy (7 juni 1944)

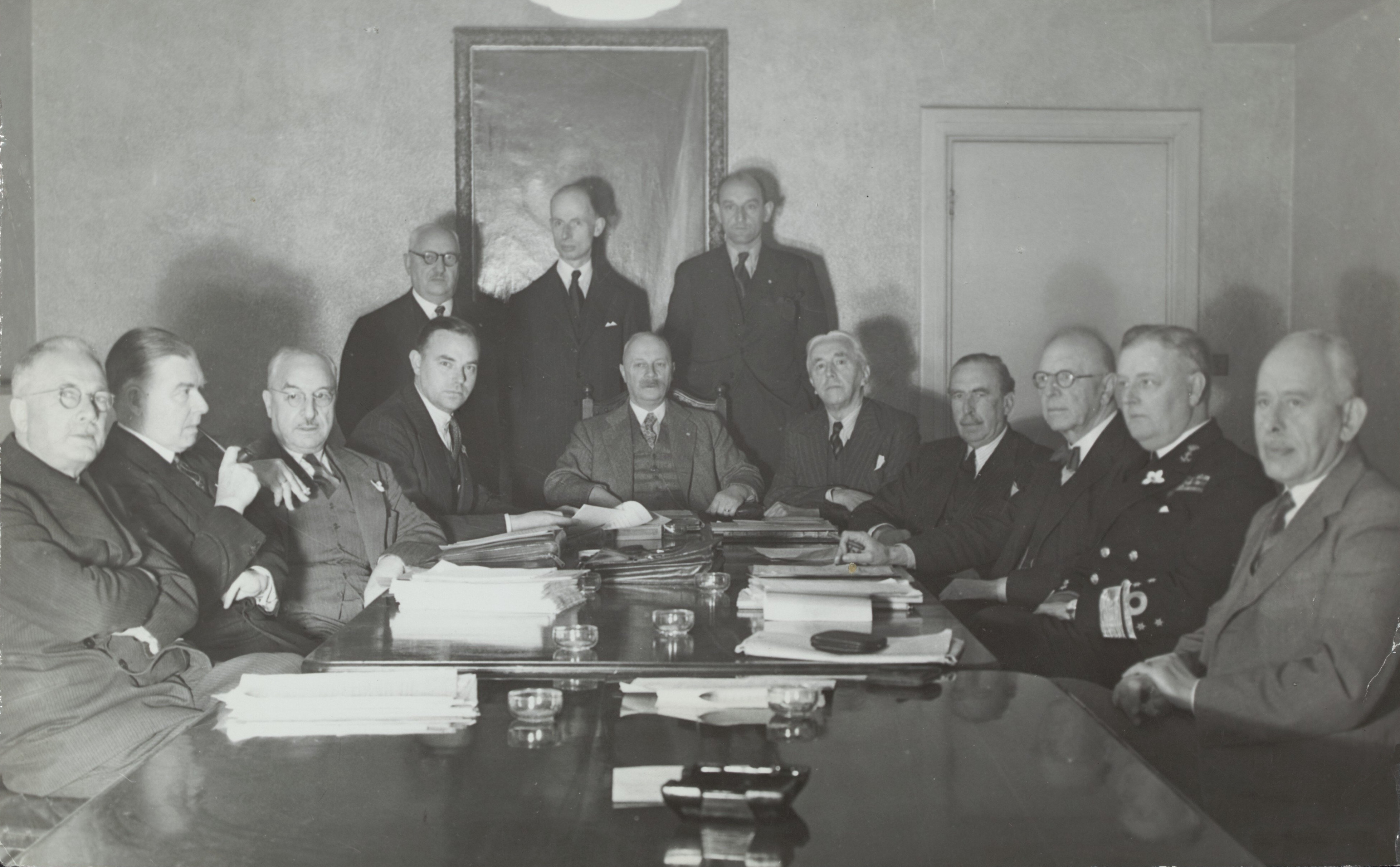
Kabinet Gerbrandy in Londen, tweede helft 1944. Gerbrandy met kleine snor zittend als vijfde van links aan het hoofd van de tafel. Hij ziet er hier iets anders uit dan op de meeste portretten.

Pieter Sjoerds Gerbrandy (Pieter Gerbrandij)  (Goënga, 13 april 1885 – Den Haag, 7 september 1961) was een Nederlands advocaat, hoogleraar handelsrecht, burgerlijk procesrecht en faillissementsrecht aan de Vrije Universiteit, politicus en lid van de Tweede Kamer voor de Anti-Revolutionaire Partij (1948-1959) en lid en voorzitter van de Radioraad (vanaf 1929). Hij was minister van Justitie (1939 - 1942), Koloniën (ad interim) (1941-1942) en Algemene Oorlogsvoering van het Koninkrijk (1942-1945) en minister-president van Nederland (1940-1945) in Londen gedurende de Tweede Wereldoorlog. Vanaf 1955 tot zijn overlijden was hij minister van staat.

## Levensloop
De gereformeerde Gerbrandy werd geboren in het dorpje Goënga bij Sneek in een familie van welgestelde boeren. Zijn vader Sjoerd Gerbrandij was wethouder van Wymbritseradeel en lid van Gedeputeerde Staten van Friesland. Gerbrandy volgde het gymnasium aan een protestants-christelijk internaat te Zetten, Zuid-Gelderland. Daarna studeerde hij rechten aan de Vrije Universiteit te Amsterdam, waar hij in 1911 promoveerde op Het Heimstättenrecht. Gerbrandy wilde de kleine boer steunen met boerenleenbanken en versterking van de positie van de pachter. Na een periode als advocaat en procureur in Leiden, waar hij de rechten van textielarbeiders verdedigde, hogere lonen verkreeg en de christelijke vakbond voorstond, vestigde hij zich in 1914 in Sneek. Daar was hij als advocaat onder meer betrokken bij een zaak tegen Fedde Schurer. In 1918 maakte hij, als reserve-kapitein, deel uit van de eerste groep vrijwillige militairen die naar Den Haag kwamen, na Troelstra's poging de socialistische revolutie uit te roepen, om deze de kop in te drukken.
Van 1920 tot 1930 was Gerbrandy voor de Anti-Revolutionaire Partij lid van Gedeputeerde Staten van Friesland. In 1930 keerde hij terug naar de Vrije Universiteit als hoogleraar. In 1929 werd hij daarnaast lid van de Radioraad en in 1937 voorzitter, tevens van vier andere omroepcommissies. Door die laatste promotie zag hij af van het lidmaatschap van de Eerste Kamer voor de ARP, waarin hij in september 1937 gekozen was. Een andere nevenactiviteit van Gerbrandy naast zijn hoogleraarschap was zijn juridisch adviseurschap vanaf 1930 van de NV Glasfabriek Leerdam, die in de crisisjaren in moeilijkheden was gekomen. Hij ontwierp nieuwe statuten en een overeenkomst met de vakbonden voor medezeggenschap van de arbeiders die net als de directeur een loonoffer brachten, dat progressief (oplopend) berekend werd en in een Kapitaalverstrekkingsfonds gestort werd. Als unicum in Nederland werd een ondernemingsraad ingesteld en leverden de vakbonden ieder een commissaris voor de raad van commissarissen. De Glasfabriek overleefde zo de crisis 1931-1936. Binnen de ARP bepleitte Gerbrandy een wet voor het algemeen verbindend verklaren van collectieve arbeidsovereenkomsten (CAO) die in 1937 werd ingevoerd (wet van 25 mei 1937). 

### Premier
In 1939 werd hij minister van justitie in het Kabinet-De Geer II, het eerste van de zogenaamde Londense kabinetten. Zijn deelname aan dit "nationale kabinet" werd hem door Colijn en de overige kopstukken van de Anti-Revolutionaire Partij (met wie hij voordat hij toetrad, geen overleg had gevoerd) ernstig kwalijk genomen. Maar Gerbrandy wilde het verzoek tot toetreding tot dit kabinet niet weigeren vanwege de oorlogsdreiging en het belang om de SDAP regerings verantwoordelijkheid te laten dragen. In de zomer van 1940 werd hij uit de ledenadministratie van de partij geschrapt, met als reden: "vertrokken zonder achterlating van adres." Hij vluchtte op 13 mei 1940 met het kabinet naar het Verenigd Koninkrijk en werd in september 1940 door Koningin Wilhelmina persoonlijk tot premier benoemd in Kabinet-Gerbrandy I en later in Kabinet-Gerbrandy II. Gerbrandy vond zichzelf niet geschikt, maar de andere kandidaat, de minister van buitenlandse zaken Eelco van Kleffens, weigerde. In 1942 kwam hij in conflict met Koningin Wilhelmina. Ze wilde zonder minister op diplomatieke reis naar de Verenigde Staten. Verder wilde Wilhelmina bij de voorbereiding van de naoorlogse regering vastleggen, dat er - ongrondwettelijk - een "Voorlopig Bewind" van dan ex-verzetsstrijders zou komen. Gerbrandy won, maar moest zeven keer met aftreden dreigen. In februari 1945 stapten de socialistische ministers uit zijn kabinet. Gerbrandy formeerde een nieuw kabinet (Kabinet-Gerbrandy III), dat op 12 mei 1945 demissionair werd toen Nederland was bevrijd. Gerbrandy is de enige premier in de Nederlandse geschiedenis die zonder parlement regeerde. Vanuit Londen inspireerde hij met zijn kenmerkende stemgeluid in radiopraatjes het verzet. Dat leverde hem de bijnaam "Kleine Churchill" op.

### Lid Tweede Kamer
Na de bevrijding werd Gerbrandy voorzitter van de Raad voor het Rechtsherstel, een instelling die op 9 augustus 1945 werd opgericht om het door de Duitse bezetter tijdens de
Tweede Wereldoorlog gepleegde onrecht van het zich toe-eigenen en liquideren van vermogensbestanddelen van personen en instellingen zoveel mogelijk ongedaan te maken en de rechtsverhoudingen zoveel mogelijk te herstellen.
Als voorzitter van het Nationaal Comité Handhaving Rijkseenheid was hij fel opposant van de Indiëpolitiek van de achtereenvolgende kabinetten. Hij trok zich als Kamerlid vanaf 1948 vaak weinig aan van de lijn die door de fractie was uitgestippeld. Hij zette zich sterk in voor een gelijkwaardige positie van het Fries. In 1955 werd hij benoemd tot Minister van Staat en in 1956 werd hij lid van de Commissie van drie die een oplossing moest vinden voor de Greet Hofmans-affaire. In 1959 stelde hij zich niet herkiesbaar als Kamerlid.

## Plannen voor een staatsgreep?

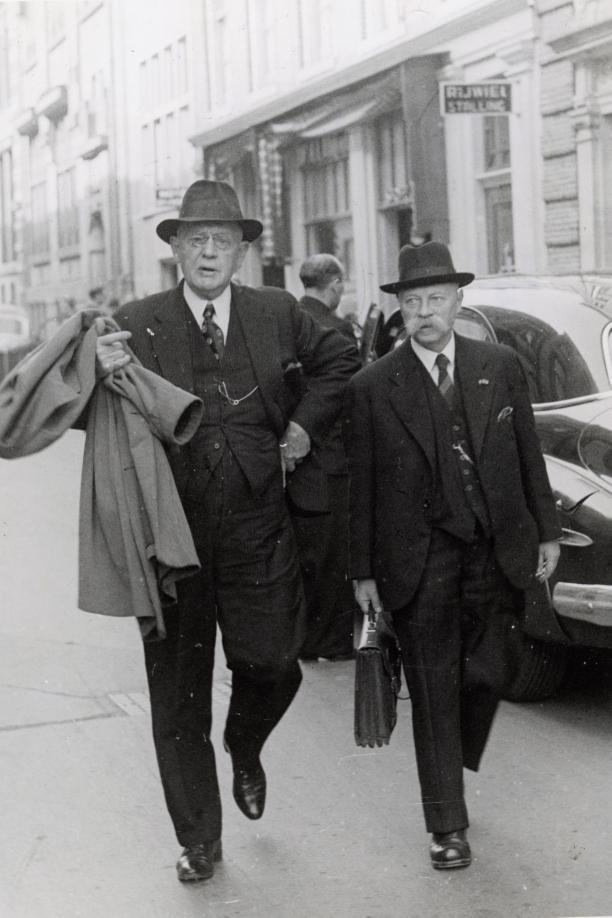
Welter en Gerbrandy (rechts) komen op 9 mei 1947 aan bij het Bijzonder Gerechtshof in Amsterdam

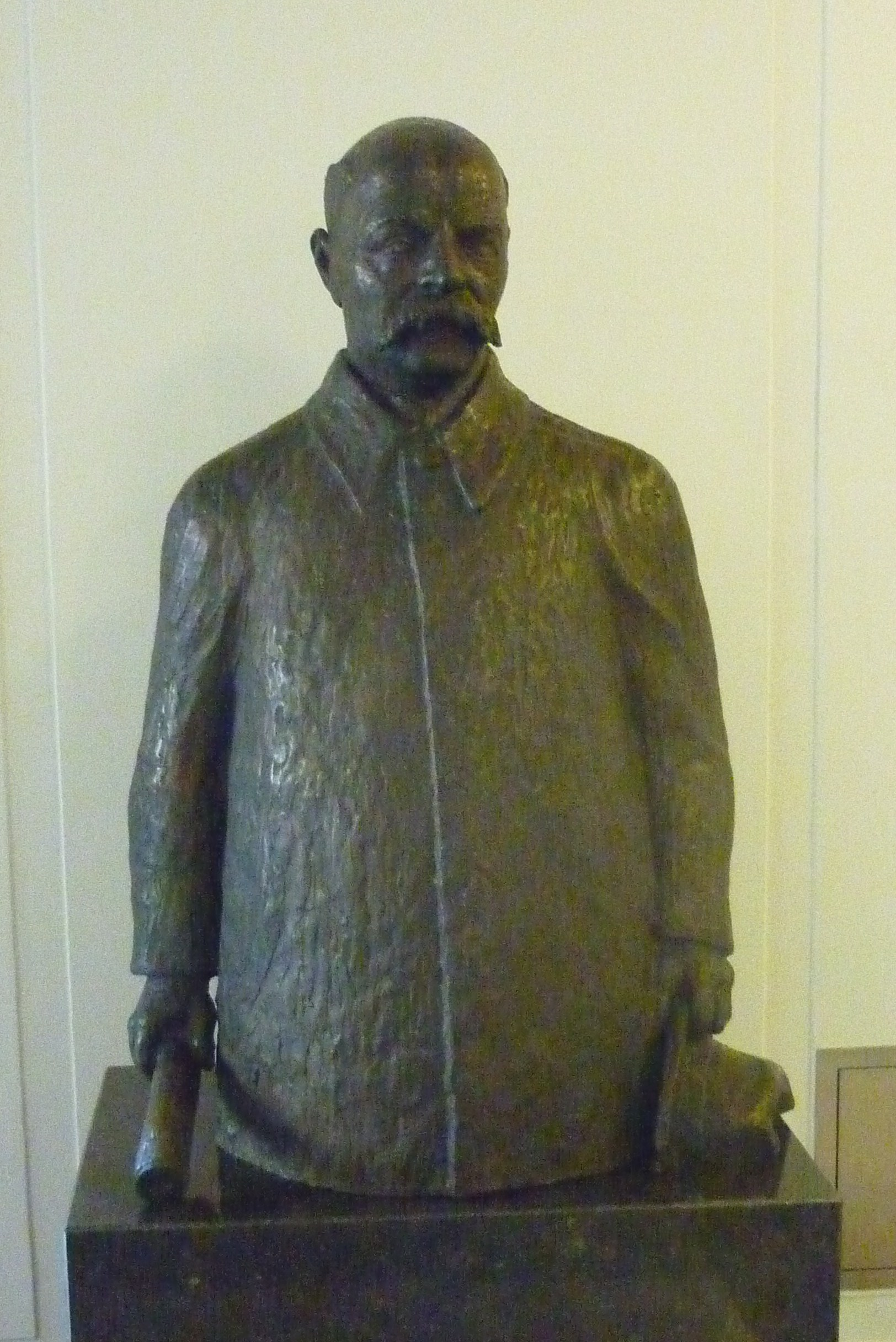
Beeld van Gerbrandy in de hal van de Tweede Kamer bij de entree vanaf het Binnenhof

Gerbrandy zou volgens geruchten in 1947/1948 nauw betrokken zijn geweest bij plannen tot het, desnoods met geweld, afzetten van het Kabinet-Beel I in 1948.
De binnenlandse veiligheidsdienst was bezorgd dat door Gerbrandy's felle radiotoespraken er een onwettige oppositie zou ontstaan. Maar er bleek geen belemmering om Gerbrandy in 1955 tot Minister van Staat te benoemen.
Nog op 4 december 1979 werden over de zaak Kamervragen gesteld door Tweede Kamerlid Henk Waltmans van de toenmalige PPR. Loe de Jong besprak de opmerkelijke en weinig belichte episode uitgebreid in zijn epiloog op het standaardwerk Het Koninkrijk der Nederlanden in de Tweede Wereldoorlog in deel 12 (tweede helft), in het hoofdstuk Commissie Generaal / Linggadjati.
In 2015 werd bekend dat 'Soldaat van Oranje' Erik Hazelhoff Roelfzema onderdeel van het complot zou zijn geweest en dat er een poging zou zijn gedaan om PvdA-leider Koos Vorrink te vermoorden.

### Geruchten
Gerbrandy en andere conservatieve prominenten, zoals de generaals Hendrik Johan Kruls (toenmalig chef-staf van het leger), Michael Rudolph Hendrik Calmeyer (sous-chef Generale Staf), Simon Spoor (bevelhebber Nederlands-Indië), oud-generaal Henri Gerard Winkelman en admiraal Conrad Helfrich, waren samen met in het bijzonder de ARP-politici zeer verbolgen over de concessies die het Kabinet-Beel I had gedaan, ten aanzien van de route, die tot zelfstandigheid van voormalig Nederlands-Indië zou moeten leiden, volgens de Overeenkomst van Linggadjati. Men noemde de concessies onder meer ongrondwettig. Sommige leden hadden fundamentele bezwaren tegen 'Indische' onafhankelijkheid per se. Anderen, zoals Gerbrandy zelf, waren tegen onderhandelingen met een 'collaborateur', zoals Soekarno door vele Nederlanders werd genoemd, vanwege zijn samenwerking met de Japanse bezetter in de oorlog. Enkelen van de voornoemde lieden brachten onder leiding van Gerbrandy en Charles Welter de bezwaren in een buitenparlementaire entiteit, het Nationaal Comité Handhaving Rijkseenheid, naar buiten. Gerbrandy, lid van de Tweede Kamer voor de ARP, zou zich in de media fel keren tegen het kabinet en op 14 augustus 1947 bij de NCRV een radiotoespraak houden, waarin hij bij luitenant-gouverneur-generaal Van Mook erop aandrong zo snel mogelijk met het leger op te rukken naar Jogja, toen de hoofdstad van de Indonesische republikeinen. Deze 'preek' zou leiden tot een voor hem twee maanden durend radiospreekverbod van staatswege.

### Fasseur
In 2014 relativeerde biograaf Fasseur deze incidenten als onbeheerste uitingen en sprak hij van "dagdromerij" en de "vergissing van Gerbrandy", te vergelijken met die van Troelstra in 1918. Hij beschreef hoe er geen bewijs is voor een plan tot staatsgreep. Gerbrandy als staatsman en jurist had wel bezwaar tegen het verbreken van de grondwettelijke rijkseenheid met Nederlands-Indië. In Oxford had Gerbrandy in februari 1944 een lezing gegeven over de calvinistische denker Althusius en het "recht van verzet" tegen onwettige politiek van het bevoegd gezag, maar hij was anderzijds zeer koningsgezind en zou tegen de wil van Koningin Wilhelmina geen praktische stappen hebben gezet. Fasseur noemde Vorrink niet maar wel twee aanwijzingen: generaal Kruls vermeldde In zijn memoires dat "een staatsman" hem gezegd had, dat een machtsovername met Kruls' hulp mogelijk zou zijn, waarop Kruls geantwoord zou hebben dat ze dan binnen 24 uur bij de politie zouden zitten. Uit verslagen van vergaderingen van het Comité Rijkseenheid van februari 1948, die mogelijk door KNIL-generaal Eduard Engles waren gemaakt, blijkt dat Gerbrandy en Welter vonden dat het kabinet snel moest vallen, desnoods met geweld. Maar het draagvlak bleek te klein, had "de Professor" gezegd. Het initiatief kon beter uit Indië komen. Wilhelmina steunde haar ministers in een toespraak van 3 februari 1948.

## Persoonlijk
Gerbrandy trouwde op 18 mei 1911 met Hendrina Elisabeth Sikkel (Hijlaard (Baarderadeel), 26 februari 1886 - 4 mei 1980 ). Samen kregen zij zoon Sjoerd (Sneek, 14 juli 1914 - Bilthoven, 20 maart 2018) , dochter Christine (Sneek, 21 mei 1924) en zoon Johannes Cornelis (Sneek, 18 april 1926).

## Uitspraken
- Gerbrandy wilde niet langer dan twee uur vergaderen, anders gingen de deelnemers toch maar onzin verkopen.[23]
- "Man can recognize his Master.... Then he will not build a new world, but will try to discover in the existing world the plan of the Supreme Artist and Architect." Taylorian Lecture, Oxford 1944. National and international stability, Althusius, Grotius, Van Vollenhoven.
- "Nu de geallieerde legers in hun onweerstaanbare opmars de Nederlandse grens overschreden hebben, wil ik u, uit naam van ons allen, hartelijk welkom toeroepen op onze vaderlandse bodem." Radiotoespraak vanuit Londen op 4 september 1944, waarmee Dolle Dinsdag werd ontketend.[3]
- "Maar Albarda, jullie waren in 1903 toch ook al voor staken?", toen de socialistische minister Willem Albarda in Londen klaagde dat Gerbrandy zonder overleg de Spoorwegstaking van 1944 had afgekondigd.[3]
- "Wie flauw wil vallen, valle flauw." Gerbrandy als functionerend Tweede Kamervoorzitter op 14 december 1953 toen een vergadering na middernacht uitliep.[3]

## Standbeeld en zendmast

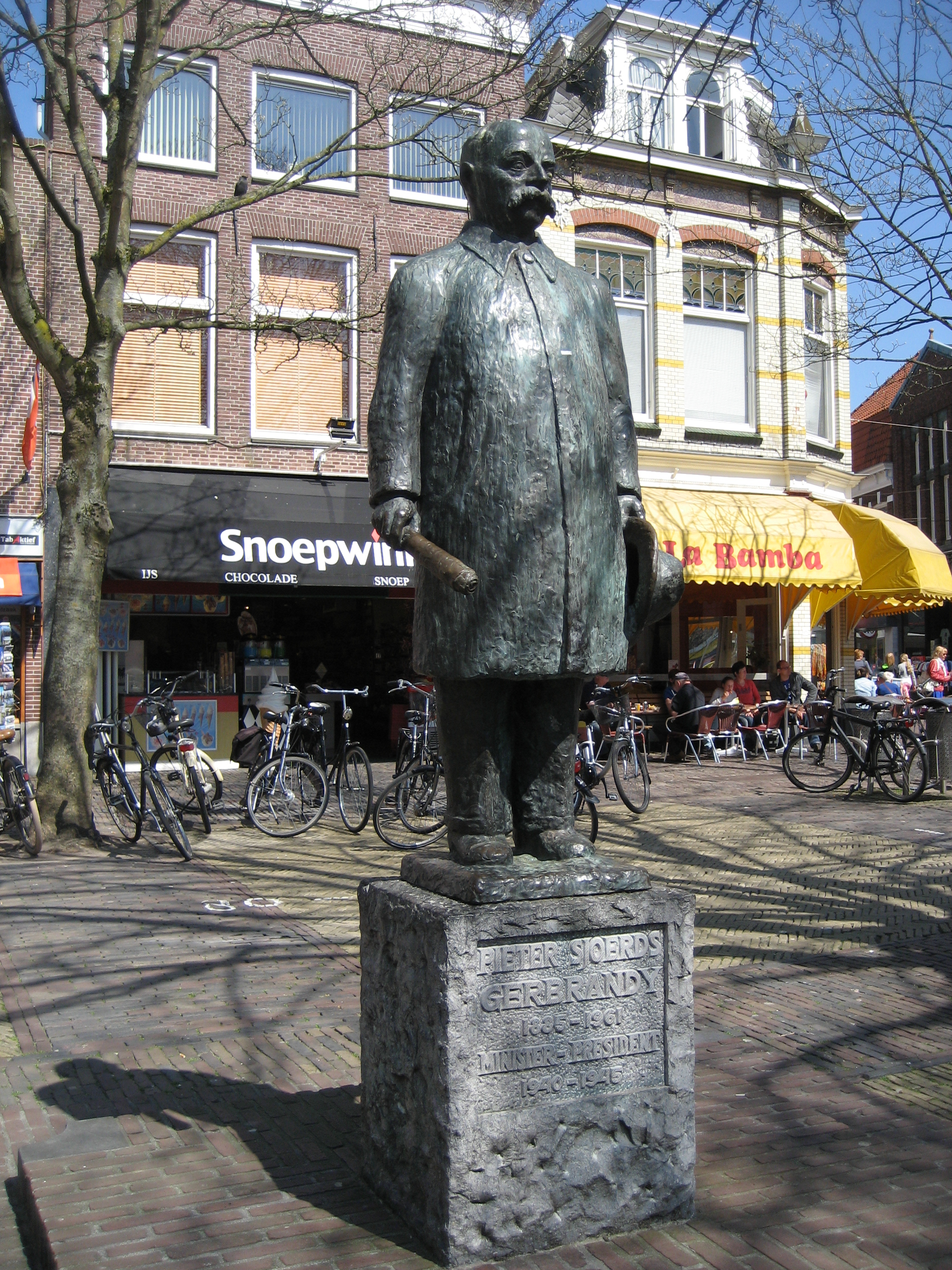
Standbeeld van Gerbrandy op het Schaapmarktplein in Sneek

Ter herinnering aan Gerbrandy is op het Schaapmarktplein in het centrum van Sneek een bronzen standbeeld van hem geplaatst. Het is vervaardigd door de beeldhouwster Maria van Everdingen uit Loënga, in opdracht van het Comité Oprichting Nationaal Gedenkteken Prof. P.S. Gerbrandy. Op 14 oktober 1976 werd het onthuld door koningin Juliana.
Tevens is de zendmast in IJsselstein (Gerbrandytoren) in 1965 naar hem genoemd.

## Publicaties van Gerbrandy
Onder meer
- Het Heimstättenrecht, [S.l.], [s.n.], 1911. Proefschrift V.U. Amsterdam.
- Arbeiderstoestanden en sociale actie, hoofdartikel 12 juli 1913 en andere niet-ondertekende bijdragen in De Meiboom. Antirevolutionair Weekblad voor Leiden en omstreken[24]
- De tegenwoordige stand van den schoolstrijd, Amsterdam, Drukkerij de Standaard, [1918]. Serie: Voor onderwijs en opvoeding, no. 14.
- met J. R. Slotemaker de Bruïne: Éendaagsche conferentie van christelijke patroons in Nederland: referaten, Rotterdam, Lebertas, 1919.
- Socialisatie of bedrijfsorganisatie, Amsterdam, Kirchner, 1922.
- Lijkverbranding, Amersfoort, 1924. Serie: Calvinistische Juristen Vereeniging.
- De strijd voor nieuwe maatschappijvormen, Amsterdam, De Standaard, [1928]
- Eenige opmerkingen over de verhouding van handelsrecht en arbeidsrecht : voorstellen omtrent de arbeidsovereenkomst ter zee, Amsterdam, Van Bottenburg, 1930. Inaugurele rede bij aanvaarding van het hoogleraarschap in het handelsrecht, burgerlijk procesrecht en faillissementsrecht aan de Vrije Universiteit te Amsterdam.
- Burgerlijke rechter en administratie : verhouding der rechterlijke macht tot andere overheidsorganen, Amsterdam, Bakker, 1932.
- Het vraagstuk van den radio-omroep, Kampen, Kok, 1934. Serie: Maatschappelijke vraagstukken van den dag.
- Wetstoepassing of wetsverkrachting? de regeering beschikt afwijzend op het verzoek tot verbindendverklaring van ondernemersovereenkomsten voor het bakkersbedrijf, Amsterdam, Van Bottenburg, [1937]
- Calvinisme en maatschappelijke orde, [Reunisten-Organisatie], [1937?]. Serie: Publicaties van de Reunisten-Organisatie van N.D.D.D., no. 9
- Rapport van den Hoogen Raad van Arbeid inzake de toepassing van artikel 12 der Arbeidswet en daarmee samenhangende punten, 's-Gravenhage, Algemeene Landsdrukkerij, 1937.
- Het Burgerlijk Wetboek en het administratief recht van 1838 tot heden, in Scholten, Paul & E.M. Meijers (red.): Gedenkboek Burgerlijk Wetboek 1838-1938, Zwolle: W.E.J. Tjeenk Willink, 1938
- Rapport inzake het wetsontwerp houdende de instelling van een havengewest voor het gebied van de Beneden-Maas, Vlaardingen, 1939.
- Television in its genesis, Leyden, Sijthoff, [1939?]
- National and international stability, Althusius, Grotius, Van Vollenhoven (The Taylorian lecture), Oxford University Press, 1944.
- Eenige hoofdpunten van het regeeringsbeleid in Londen gedurende de oorlogsjaren 1940-1945, ['s-Gravenhage], [Rijksuitgeverij], [1946]
- Het roer moet om!, [S.l., s.n., 1947]
- met J. W. Meyer Ranneft en Ch. J. I. M. Welter: Sinister page in U.S. history, [S.l., s.n.], 1949.
- met J. M. Somer en Henk Krijger: Zij sprongen in de nacht: de Nederlandse inlichtingendienst te Londen in de jaren 1943-1945, Assen, Van Gorcum, 1950.
- De scheuring van het Rijk; het drama van de Indonesische crisis, Kampen, J.H. Kok, 1951.
- Ambon en de A.R. Partij; de vrijheidsstrijd van de Republiek der Zuid-Molukken, Kampen, J.H. Kok, 1956.
- met F C Gerretson; J W Meijer Ranneft; W A P Smit; G Puchinger: In memoriam Prof. Dr. F.C. Gerretson, erelid der Societas Studiosorum Reformatorum, afdeling Utrecht (1930-1958), Utrecht, H. de Vroede, 1958
- met Lou de Jong: Landgenoten! : de radiotoespraken van minister-president Prof. Mr. P.S. Gerbrandy in de jaren 1940-1945 gehouden voor Radio Oranje en De Brandaris, Franeker, Wever, 1985.

## Varia
- Winston Churchill verbasterde zijn naam tot Cherry Brandy, "kersenbrandewijn".
- Koningin Wilhelmina noemde hem in haar brieven aan Prinses Juliana "het zeeleeuwtje" vanwege zijn kleine gestalte (1,61 m lang) en grote snor.[25]
- Hij is de grootvader van dichter Piet Gerbrandy.
- In Leerdam is de Gerbrandylaan bij de Glasfabriek naar hem vernoemd, als dank aan de statutenmaker.[26]